# Ким Хён Ён
Ким Хён Ён (кор. 김현영; англ. Kim Hyun Yung; род. 19 октября 1994 года в Сеуле) — корейская конькобежка, многократная призёр чемпионата мира среди юниоров, участница зимних Олимпийских игр 2014, 2018 и 2022 года. Выступает за команду «Seongnam City Hall».(мэрия Соннам)

## Биография
Ким Хён Ён в детстве занималась кэндо, балетом, плаванием, тхэквондо и т.д., а конькобежным спортом занялась по рекомендации её дяди в 2004 году, когда училась в 4-м классе начальной школы Гвачхон в Аньяне. В 2007 году она стала участвовать в школьных соревнованиях по конькобежному спорту. Впервые выиграла 3-е место на юниорском чемпионате Кореи в многоборье в 2010 году. После чего на 91-м Национальном чемпионате по зимним видам спорта заняла 1-е место в командной гонке и 3-е на дистанции 500 м и дебютировала на юниорском чемпионате мира в Москве, где выиграла "бронзу" в командной гонке. 
В 2011 году заняла 2-е место в спринте на чемпионате Южной Кореи, следом на чемпионате Азии заняла 2-е место в забеге на 1000 м. Ким также дебютировала на чемпионат мира в спринтерском многоборье в Херенвене и стала там 24-й. В феврале завоевала "золото" в командной гонке и "бронзу" в беге на 500 м на чемпионате мира среди юниоров.
В 2012 году заняла 2-е места на дистанциях 500 и 1000 м на Национальном чемпионате на отдельных дистанциях и в спринтерском многоборье, повторив результат через год. Тогда же в 2012 выиграла юниорский чемпионат Кореи в спринте и на 93-м Национальном чемпионате по зимним видам спорта заняла 2-е места в забегах 500 и 1000 м. На юниорском чемпионате мира в Обихиро заняла 2-е место в беге на 500 м. На чемпионат мира в Калгари заняла 24-е место в многоборье.
В 2013 году Юн вновь выиграла юниорский Национальных чемпионат в спринте и на чемпионате мира среди юниоров выиграла золотую медаль на 500 м. На чемпионате мира на одиночных дистанциях в Сочи стала 22-й на дистанции 500 м. В декабре на зимней Универсиаде в Трентино она выиграла забег на 500 м и была 2-й на дистанции 1000 м.
В 2014 выиграла чемпионат Кореи в спринте, заняла 12-е место в спринте на чемпионат мира в Нагано, а в феврале на зимних Олимпийских играх в Сочи заняла 24-е место на дистанции 500 м и 28-е на 1000 м. Через год стала 1-й на чемпионате Кореи по спринту и 3-й на дистанции 1000 м.
На 97-м Национальном чемпионате по зимним видам спорта в 2016 году заняла 1-е место в забеге на 1000 м. 
В феврале 2016 года Ким участвовала на чемпионат мира в спринтерском многоборье в Сеуле, где заняла 22-е место в общей классификации. Через год выиграла "серебро" на чемпионате Кореи в спринте и на 98-м Национальном чемпионате по зимним видам спорта выиграла обе дистанции на 500 и 1000 м среди колледжей. На 28-й зимней Универсиаде в Алма-Ате вновь выиграла золотую медаль на дистанции 500 м и серебряную на 1000 м.
На 8-х зимних Азиатских играх в Обихиро стала только 10-й на 500 м и 11-й на 1000 м. В октябре 2017 года Ким выиграла серебряные медали на дистанциях 500 м и 1000 м на национальном чемпионате. В 2018 году на зимних Олимпийских играх в Пхёнчхане она бежала дистанцию 1000 м и заняла 18-е место с результатом 1:16,36сек
В 2019 году на чемпионате мира на одиночных дистанциях в Инцелле Ким стала 12-й в забеге на 500 м, 14-й на 1000 м и 6-й в командном спринте, а на 100-м Национальном фестивале зимних видов спорта она заняла 1-е место на 500 м и 2-е на 1000 м. На чемпионате Кореи в октябре она заняла 2-е места на дистанции 500 и 1000 м, следом выиграла в спринтерском чемпионате Кореи.
В январе 2020 года Юн участвовала на чемпионате четырёх континентов в Милуоки, где выиграла бронзовую медаль на дистанции 500 м со временем 38,55 сек и серебряную в командном спринте. На чемпионате мира в Солт-Лейк-Сити Ким была 11-й на дистанции 500 м. На 101-м Национальном фестивале зимних видов спорта заняла 1-е места на дистанциях 500 и 1000 м.
в 2021 году Ким Хён Ён участвовала только в Национальных чемпионатах и одержала победу в спринте, а также заняла 2-е место в беге на 500 м. В январе 2022 года на 48-м чемпионате Кореи по спринту Ким выиграла серебряную медаль, и отобралась на олимпиаду на дистанцию 1000 м. Незадолго до открытия Олимпиады, 4 февраля она упала во время тренировки и ей была оказана медицинская помощь. 17 февраля на зимних Олимпийских играх в Пекине на дистанции 1000 м она заняла 25-е место с результатом 1:17,50 сек. Через неделю на 103-м Национальном фестивале зимних видов спорта заняла 2-е места на дистанциях 500 м, 1000 м и в командной гонке преследования. 
20 октября 2022 года Ким Хён Ён выиграла "серебро" в забеге на 1000 м на 57-м чемпионате Южной Кореи в Сеуле на отдельных дистанциях с результатом 1:19,02 сек. За день до этого она стала 2-й на дистанции 500 м. 

## Личная жизнь
Ким Хён Ён окончила Корейский национальный университет спорта в Сеуле со степенью бакалавра физического воспитания. Любит смотреть фильмы. Её дядя О Хи Ван представлял Республику Корея в хоккее с шайбой.